# فینال لیگ قهرمانان اقیانوسیه ۲۰۱۲
فینال لیگ قهرمانان اقیانوسیه ۲۰۱۲ در دو بازی بین تیفانا از تاهیتی و اوکلند سیتی از نیوزیلند در ۲۹ آوریل و ۱۲ مه ۲۰۱۲ برگزار شد. پس از پیروزی ۲–۱ در بازی اول، اوکلند سیتی بازی برگشت را ۱–۰ برد تا قهرمان شود. با برد ۳–۱ درمجموع، آنها به عنوان برنده لیگ قهرمانان اقیانوسیه به عنوان نماینده اقیانوسیه برای جام باشگاه‌های جهان ۲۰۱۲ واجد شرایط شدند و وارد مرحله پلی آف شدند.

## پیش زمینه
اوکلند سیتی مدافع عنوان قهرمانی بود و در فصل ۱۱–۲۰۱۰ پس از شکست دادن آمیکال در فینال لیگ قهرمانان اقیانوسیه ۲۰۱۱ این عنوان را به دست آورد. آنها همچنین دو فینال دیگر را در سال‌های ۲۰۰۹ و ۲۰۰۶ بردند.
تیفانا فصل قبل در مرحله گروهی چهارم شد. آنها پس از پیرائه در سال ۲۰۰۶ که به اوکلند سیتی باخت، دومین تیم تاهیتیایی بودند که به فینال باشگاهی اقیانوسیه راه یافتند.

## مسابقات
| تیم ۱       | نتیجه‌نهایی | تیم ۲  | بازی رفت | بازی برگشت |
| ----------- | ---------- | ------ | -------- | ---------- |
| اوکلند سیتی | ۳–۱        | تیفانا | ۲–۱      | ۱–۰        |

| اوکلند سیتی                 | ۲–۱    | تیفانا      |
| --------------------------- | ------ | ----------- |
| مولیگان ۵۷' · کوپریوسیچ ۶۰' | Report | ویلیامز ۷۲' |

| تیفانا | ۰–۱    | اوکلند سیتی   |
| ------ | ------ | ------------- |
|        | Report | اکسپوسیتو ۴۱' |